# Ernestia
Ernestia là chi thực vật có hoa trong họ Mua.